# به مرد اعتماد کن
به مرد اعتماد کن (به انگلیسی: Trust the Man) فیلمی محصول سال ۲۰۰۵ و به کارگردانی بارت فرویندلیش است. در این فیلم بازیگرانی همچون دیوید دوکاونی، بیلی کروداپ، جولیان مور، مگی جیلنهال، اوا مندس، جیمز لوگرو، جاستین بارتا، گری شندلینگ و الن بارکین ایفای نقش کرده‌اند.